# Henrietta (Texas)
Henrietta es una ciudad ubicada en el condado de Clay en el estado estadounidense de Texas. En el Censo de 2010 tenía una población de 3.141 habitantes y una densidad poblacional de 234,26 personas por km².

## Geografía
Henrietta se encuentra ubicada en las coordenadas 33°48′52″N 98°11′34″O / 33.81444, -98.19278. Según la Oficina del Censo de los Estados Unidos, Henrietta tiene una superficie total de 13.41 km², de la cual 13.14 km² corresponden a tierra firme y (1.97%) 0.26 km² es agua.

## Demografía
Según el censo de 2010, había 3.141 personas residiendo en Henrietta. La densidad de población era de 234,26 hab./km². De los 3.141 habitantes, Henrietta estaba compuesto por el 94.78% blancos, el 0.64% eran afroamericanos, el 1.31% eran amerindios, el 0.38% eran asiáticos, el 0% eran isleños del Pacífico, el 1.37% eran de otras razas y el 1.53% pertenecían a dos o más razas. Del total de la población el 4.33% eran hispanos o latinos de cualquier raza.